# Zegel van Washington (staat)

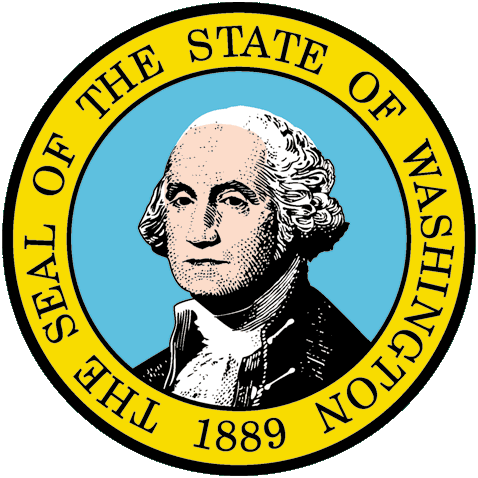
Zegel van Washington.

Het zegel van Washington toont een portret van George Washington, de eerste president van de Verenigde Staten, naar wie Washington is vernoemd. Het portret is overgenomen van een schilderij van Gilbert Stuart.
De buitenste ring van het zegel bevat de tekst The Seal of the State of Washington ("Het Zegel van de Staat Washington") en 1889, het jaar waarin Washington als staat toetrad tot de Verenigde Staten.
Sinds 1923 staat het zegel ook op de vlag van Washington.